# WillVii
WillVii株式会社は、東京都渋谷区に本社を置き、ソーシャルメディアマーケティング紹介、ユーザーレビューサイト構築・運営、サイト構築支援を行う企業である。

## 沿革
- 2007年 1月 - WillVii 株式会社設立
- 2007年 6月 - デジタル家電のクチコミに特化したソーシャルブックマークサービス「みんなのポスト（みんぽす）」オープン
- 2008年 3月 - 価格予約型のECサイト「プライスボード（プラボ）」を開始
- 2008年11月 - ゲームニュース＆レビューの総合サイト「ゲエムノセカイ」オープン
- 2009年02月 - プライバシーマーク取得[2]

## 参考資料
- WillVii株式会社　会社パンフレット　閲覧
- 株式会社WilVii公式サイト　会社概要　閲覧